# Szlaki turystyczne Olsztyna i okolic

## Szlaki piesze
Szlak im. A. Śliwy (18,5 km)
- Trasa: Wysoka Brama – rezerwat Redykajny – jezioro Tyrsko – Gutkowo – Łupsztych – Dajtki (Novotel Olsztyn)

 Szlak Błękitny (4 km)
- Trasa: ul. Bałtycka – jezioro Długie – Las miejski – Jakubowo

 Szlak im. Diernowa (10,3 km)
- Trasa: Jakubowo – elektrownia Redykajny – schronisko dla zwierząt – Sanatorium

 Szlak im. Marii Zientary-Malewskiej (10 km)
- Trasa: Likusy – ul. Bałtycka – dom M. Zientary-Malewskiej – jezioro Tyrsko – jezioro Redykajny – wieś Redykajny – Jezioro Karaśnik – Brąswałd

 Szlak Kopernikowski
- Trasa: Olsztyn (Wysoka Brama) – Dobre Miasto – Lidzbark Warmiński – Pieniężno – Braniewo – Frombork – Elbląg – Malbork – Kwidzyn – Grudziądz – Toruń (Na odcinku Olsztyn – Lidzbark Warmiński szlak jest częścią międzynarodowego szlaku E11 – Holandia – Polska)

 Szlak Zielony (49,9 km)
- Trasa: Olsztyn (Wysoka Brama) – Ruś – Orłowo – Dobrzyń

## Szlaki rowerowe
Szlak czarny (24 km)
- Trasa: Olsztyn – Klebark Wielki – Silice – Patryki – Prejłowo – Giławy – Gąsiorowo

 Szlak żółty (24 km)
- Trasa: Olsztyn – Butryny – Nowa Kaletka – Zgniłocha

 Szlak zielony (15,5 km)
- Trasa: Butryny – Stara Kaletka – Nowa Kaletka – Butryny

 Szlak czerwony z Olsztyna do Łajs (21 km)
- Trasa: Olsztyn – Szczęsne – Klewki – Kaborno – Nowa Wieś – Łajs

 Szlak czerwony z Olsztyna do Starych Jabłonek (45 km)
- Trasa: Olsztyn – Naterki – Sząbruk – Unieszewo – Łajsy – Gietrzwałd – Woryty – Kątno – Stare Jabłonki

Szlak z Olsztyna do Fromborka (145 km)
- Trasa: Olsztyn – Dobre Miasto – Lidzbark Warmiński – Pieniężno – Braniewo – Frombork

Szlak z Olsztyna do Nidzicy (52 km)
- Trasa: Olsztyn – Kurki – Łyna – Nidzica

Szlak z Olsztyna do Iławy (90 km)
- Trasa: Olsztyn – Miłomłyn – Iława

Szlak z Olsztyna do Pisza (100 km)
- Trasa: Olsztyn – Dźwierzuty – Babięta – Ruciane-Nida – Pisz

## Szlaki kajakowe
Szlak kajakowy rzeką Łyną (204,5 km)
- Trasa: Brzeźno Łyńskie – Kurki – Ruś – Olsztyn – Dobre Miasto – Lidzbark Warmiński – Bartoszyce – Sępopol – Granica Państwa

 Szlak niebieski rzekami Dadaj, Pisą Warmińska, Wadąg (43 km)
- Trasa: jezioro Dadaj – Barczewo – Olsztyn

## Szlaki samochodowe
Szlak Grunwaldzki (283 km)
- Trasa: Olsztyn – Gietrzwałd – Stare Jabłonki – Ostróda – Pietrzwałd – Lubawa – Sampława – Nowe Miasto Lubawskie – Kurzętnik – Boleszyn – Lidzbark – Działdowo – Nidzica – Stębark – Olsztynek – Olsztyn

Szlak Kopernikowski (302 km)
- Trasa: Olsztyn – Dobre Miasto – Lidzbark Warmiński – Orneta – Pieniężno – Braniewo – Frombork – Tolkmicko – Elbląg – Pasłęk – Małdyty – Morąg – Olsztyn

Szlak Mazurski (445 km)
- Trasa: Olsztyn – Barczewo – Biskupiec – Reszel – Święta Lipka – Kętrzyn – Gierłoż – Węgorzewo – Gołdap – Olecko – Ełk – Orzysz – Pisz – Ruciane-Nida – Szczytno – Pasym – Olsztyn

## Pozostałe
- Szlak Zamków Gotyckich
- Zabytki Olsztyna znajdują się na Europejskim Szlaku Gotyku Ceglanego